# Холмс, Бриа
Бриа Чантай Холмс (англ. Bria Chantay Holmes; родилась 19 апреля 1994 года, Нью-Хейвен, штат Коннектикут, США) — американская профессиональная баскетболистка, которая выступает в российской Премьер-Лиге за клуб «Ника». Она была выбрана на драфте ВНБА 2016 года в первом раунде под общим 11-м номером клубом «Атланта Дрим». Играет на позиции атакующего защитника и лёгкого форварда.

## Ранние годы
Бриа Холмс родилась 19 апреля 1994 года в городе Нью-Хейвен (Коннектикут), а училась она там же в средней школе имени Джеймса Хиллхауса, в которой выступала за местную баскетбольную команду.